# 753
753 је била проста година.

## Догађаји
- Википедија:Непознат датум — Владавина династије Абасида у Багдаду.

- Грифо, франачки војвода и ванбрачни син Карла Мартела, побуни се против краља Пепина III (свог полубрата), у савезу са Бретонцима. Он бежи у Италију да се придружи краљу Лангобарда Аистулфу, али бива ухваћен и убијен док је пролазио Алпе.
- Град Стараја Ладога (Северна Русија) основали су Скандинавци. Насеље постаје просперитетна трговачка станица за накит, повремене предмете, занатске алате и украсе за хаљине.
- Севар, владар (каган) бугарског царства, умире после 15-годишње владавине. Наслеђује га Кормисош, који припада клану Вокил.
- Папа Стефан II путује у ломбардску престоницу Павију, на преговоре са Аистулфом. Његови услови за враћање Равенског егзархата су одбијени.
- новембар – Папа Стефан II прелази преко Алпа у Галију. Напушта Рим незаштићен, под претњом опсаде Лангобарда.
- Еобана поставља епископ мисионар Бонифатије за епископа Утрехта (савремена Холандија).